# چه جونگ هیوپ
چه جونگ هیوپ (کره‌ای: 채종협؛ زادهٔ ۱۹ مه ۱۹۹۳) بازیگر اهل کره جنوبی است. او بیشتر به خاطر ایفای نقش در مجموعه‌های تلویزیونی وب‌تون هیرو - توندرا شو فصل ۲ (۲۰۱۶)، لیگ جذاب (۲۰۱۹)، افسانه سیزیف و لاو آل پلی (۲۰۲۲) شناخته شده‌است. علاوه بر این، او به خاطر بازی در مجموعه‌های اینترنتی با وجود اینکه می‌دانم (۲۰۲۱) و  رستوران جادوگر (۲۰۲۱) نیز شناخته می‌شود.

## فیلم‌شناسی

### مجموعه تلویزیونی
| سال  | عنوان                        | نقش              | منابع |
| ---- | ---------------------------- | ---------------- | ----- |
| ۲۰۱۶ | وب‌تون هیرو - توندرا شو فصل ۲ | شاه سجونگ        | [ ۲ ] |
| ۲۰۱۸ | بیا و بغلم کن                | جونگ یی آه       |       |
| ۲۰۱۹ | شایعه                        | پارک سون جه      | [ ۳ ] |
| ۲۰۱۹ | لیگ جذاب                     | یو مین هو        | [ ۴ ] |
| ۲۰۲۱ | افسانه سزیف                  | سون / چوی جه سون | [ ۵ ] |
| ۲۰۲۱ | با وجود اینکه می‌دانم         | یانگ دو هیوک     | [ ۶ ] |
| ۲۰۲۲ | لاو آل پلی                   | پارک ته جون      | [ ۷ ] |
| ۲۰۲۲ | باز کردن رئیس                | پارک این سونگ    | [ ۸ ] |

### مجموعه اینترنتی
| سال       | عنوان          | پلتفرم      | نقش         | توضیحات | منابع         |
| --------- | -------------- | ----------- | ----------- | ------- | ------------- |
| ۲۰۱۷      | بین دوستان     | ناور        | مون دو هیوک |         | [ ۹ ]         |
| ۲۰۱۷–۲۰۱۸ | روزهای بد نیست | کاکائو تی‌وی | چوی جون هو  | فصل ۱–۲ | [ ۱۰ ] [ ۱۱ ] |
| ۲۰۲۱      | رستوران جادوگر | تیوینگ      | لی گیل یونگ |         | [ ۱۲ ]        |